# Hargheisa
Hargheisa (somalo: Hargeysa, arabo: هرجيسا) è la seconda città della Somalia per popolazione, anche se dal 1991 è diventata de facto la capitale amministrativa dello Stato indipendente del Somaliland. Vi si trovano il parlamento regionale, il palazzo presidenziale ed i ministeri del governo. 

## Storia
Fu anche la capitale coloniale della Somalia britannica dal 1941 al 1960 (in sostituzione a Berbera), fino a quando lo Stato si unì con l'ex Somalia italiana per formare l'attuale Stato. In città ha sede anche il periodico Wargeyska Ogaal, fondato nel 2005. Hargheisa è la seconda città della Somalia per grandezza, dopo la capitale Mogadiscio.

## Geografia
Hargheisa è situata in una valle nella parte occidentale dello Stato. È un'area montagnosa, perciò Hargheisa si trova in una valle racchiusa degli Altipiani Galgodon (Ogo), ad un'elevazione di 1.334 metri sopra il livello del Mare.

## Clima
Quest'altitudine dà a Hargheisa e all'area circostante alla città un clima più mite della costa del Golfo di Aden (una delle zone più calde della Terra) e la sua regione ha un clima più o meno uguale. Le temperatura annuali vanno dai 13 ai 32 gradi Celsius. Su Hargheisa ogni anno scende abbastanza pioggia e quando la città era più piccola era circondata da ampie foreste. Tuttora esiste qualche foresta di ginepro. Inoltre, vicino ad Hargheisa ci sono le fertili montagne di Sheik e di Dallo, zone molto piovose nell'arco dell'anno.